# Бокс з рукавичками

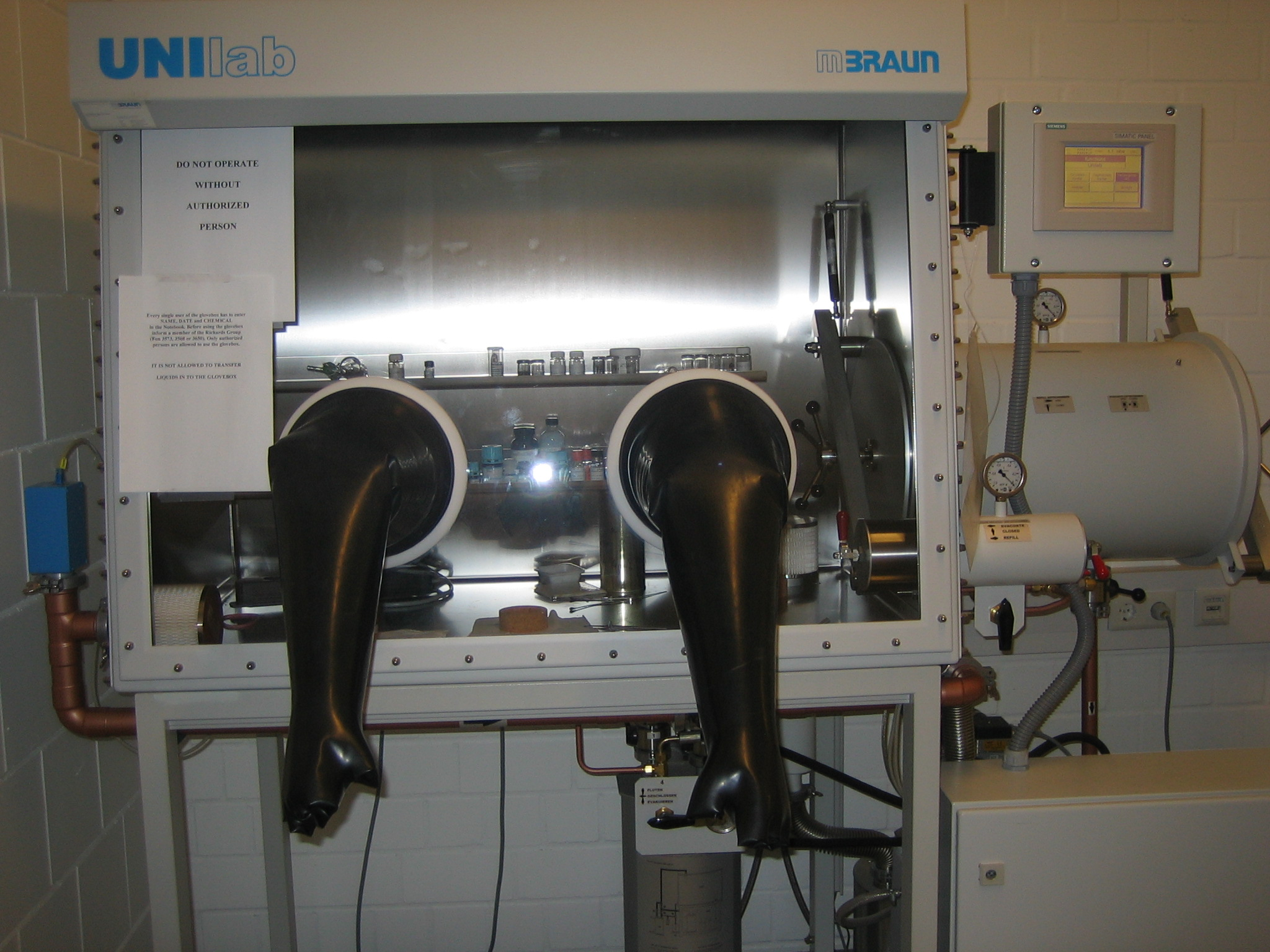
Бокс з рукавичками

Бокс з рукавичками (англ. Glovebox) — герметичний контейнер, який призначений для маніпулювання об'єктами в окремій контрольованій атмосфері. У бічні сторони боксу вбудовані рукавички, розташовані таким чином, щоби користувач міг засунути в них руки і виконувати роботу всередині боксу, не порушуючи захисну оболонку. Частина боксу або вся його коробка зазвичай прозора. Існують два типи рукавичок для боксів. Перший дозволяє людині працювати з небезпечними речовинами, такими як радіоактивні матеріали або збудники інфекційних захворювань, а другий дозволяє маніпулювати речовинами, які повинні міститися в атмосфері інертного газу дуже високої чистоти, таких як аргон або азот. Також можна використовувати бокс з рукавичками для маніпуляцій з предметами у вакуумній камері.

## Мета роботи у боксі з рукавичками
Мета роботи у боксі з рукавичками полягає:
- захистити матеріали від негативного впливу оточуючого середовища.
- захистити оточуюче середовище від впливу обробляємих матеріалів.

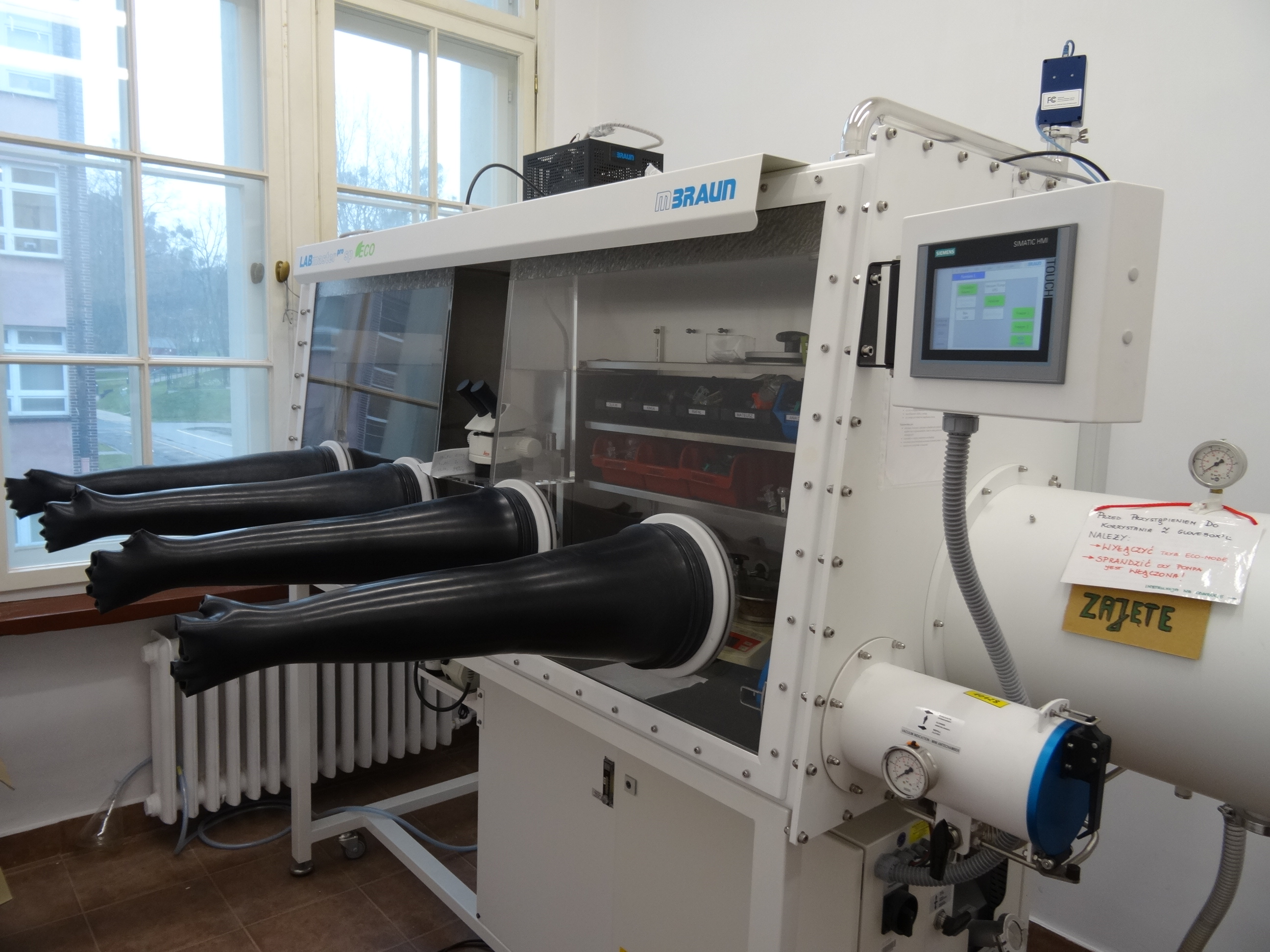
Бокс з рукавичками обладнаний мікроскопом

## Властивості
Бокс з рукавичками виготовлений як правило із нержавіючої сталі чи пластику. Прозорі сторони шафи виготовлені із скла або полікарбонату, для огляду внутрішньої частини. Проведенню маніпуляцій дозволяють ізольовані рукавички виговлені з матеріалів, що не пропускають гази — як правило резини. Трансфер матеріалів проходить через камеру-шлюз, проводячи її вакуумування і наповнення газом, що наявний у боксі, або за допомогою іншого устаткування. Працюють як правило у двох режимах: для запобігання потрапляння у бокс небажаної атмосфери використовують незначно підвищений тиск (рукавички прстягаються назовні) і незначно понижений тиск відносно атмосферного, для того щоби небезпечні речовини (наприклад радіоактивні) не виходили з бокса.
Залежно від мети використання атмосфера у боксі може бути як спеціально підготоване відфільтроване повітря (біологічні об'єкти, робота з високим рівнем безпеки) так і інертна атмосфера (чутливі до атмосферного повітря речовини). У випадку інертної атмосфери для підтримки її кондиції до бокса приднується система очищення і регенерації.

## Робота в інертній атмосфері
Газ в боксі прокачується через серію фільтрів, які видаляють з нього домішки, водяну пару і кисень. Нагріта металева мідь (або інший дрібно подрібнений метал, чи його оксиди) зазвичай використовується для видалення кисню. Ця колонка для видалення кисню, як правило, регенерується шляхом пропускання через неї суміші водню і азоту при нагріванні: при цьому утворюється вода, яка виводиться з боксу разом з надлишком водню і азоту. Також часто використовують для видалення води молекулярні сита. Такий бокс часто використовується хіміками для переміщення сухих речовин з одного контейнера в інший контейнер.
Альтернативою використанню боксу з рукавичками для роботи з речовиною, чутливою до повітря, є використання вакуумної лінії з посудинами Шленка. Один з недоліків роботи у боксі з рукавичками полягає в тому, що органічні розчинники впливають на пластикові ущільнення. В результаті його коробка стає нещільна  та починає протікати і в неї можуть потрапити вода і кисень і інші небажані речовини. Інший недолік боксу — дифузія кисню і води через пластикові рукавички, постає необхідність підбору підходячого матеріалу.
У боксах з рукавичками і з інертною атмосферою зазвичай підтримується більш високий тиск, ніж в навколишньому повітрі, тому при будь-яких мікроскопічних витоках в основному відбувається витік інертного газу з нього, а не впуск повітря всередину.